# Vaunac
Vaunac – miejscowość i gmina we Francji, w regionie Nowa Akwitania, w departamencie Dordogne.
Według danych na rok 1990 gminę zamieszkiwało 230 osób, a gęstość zaludnienia wynosiła 17 osób/km² (wśród 2290 gmin Akwitanii Vaunac plasuje się na 947. miejscu pod względem liczby ludności, natomiast pod względem powierzchni na miejscu 849.).